# Charites
Charites je fosilni rod parožine iz porodice Characeae. Postoji 14 priznatih vrsta

## Vrste
1. Charites angustior Zhen Wang
2. Charites bangueshanensis Zhen Wang
3. Charites chidamuensis (S.Wang)
4. Charites daxiaensis G.D.Yang
5. Charites eboliangensis (S.Wang)
6. Charites gigantofusiformis G.D.Yang
7. Charites guanpingensis Zhen Wang
8. Charites hejiapensis Zhen Wang
9. Charites leei (S.Wang)
10. Charites longiconica Zhen Wang
11. Charites parvula G.D.Yang
12. Charites siwalikus R.N.Lakhanpal, S.Kapoor & K.P.Jain
13. Charites tenuis Zhen Wang
14. Charites yangtzensis Zhen Wang